# Солнечные часы (мост)
Мост «Солнечные часы» (англ. Sundial Bridge) ― вантовый мост через реку Сакраменто в городе Реддинг (Калифорния). Длина моста ― 213 метров. После открытия он сразу стал узнаваемым символом города.
Мост был спроектирован испанским архитектором Сантьяго Калатравой и открыт 4 июля 2004 года для пешеходов и велосипедистов. Его строительство обошлось в 23,5 миллиона долларов.
Пилон моста имеет высоту 66 метров и направлен на север под углом в 42 градуса. Это позволяет ему выполнять функцию гномона солнечных часов. Кончик тени движется со скоростью примерно один фут в минуту.

## Галерея

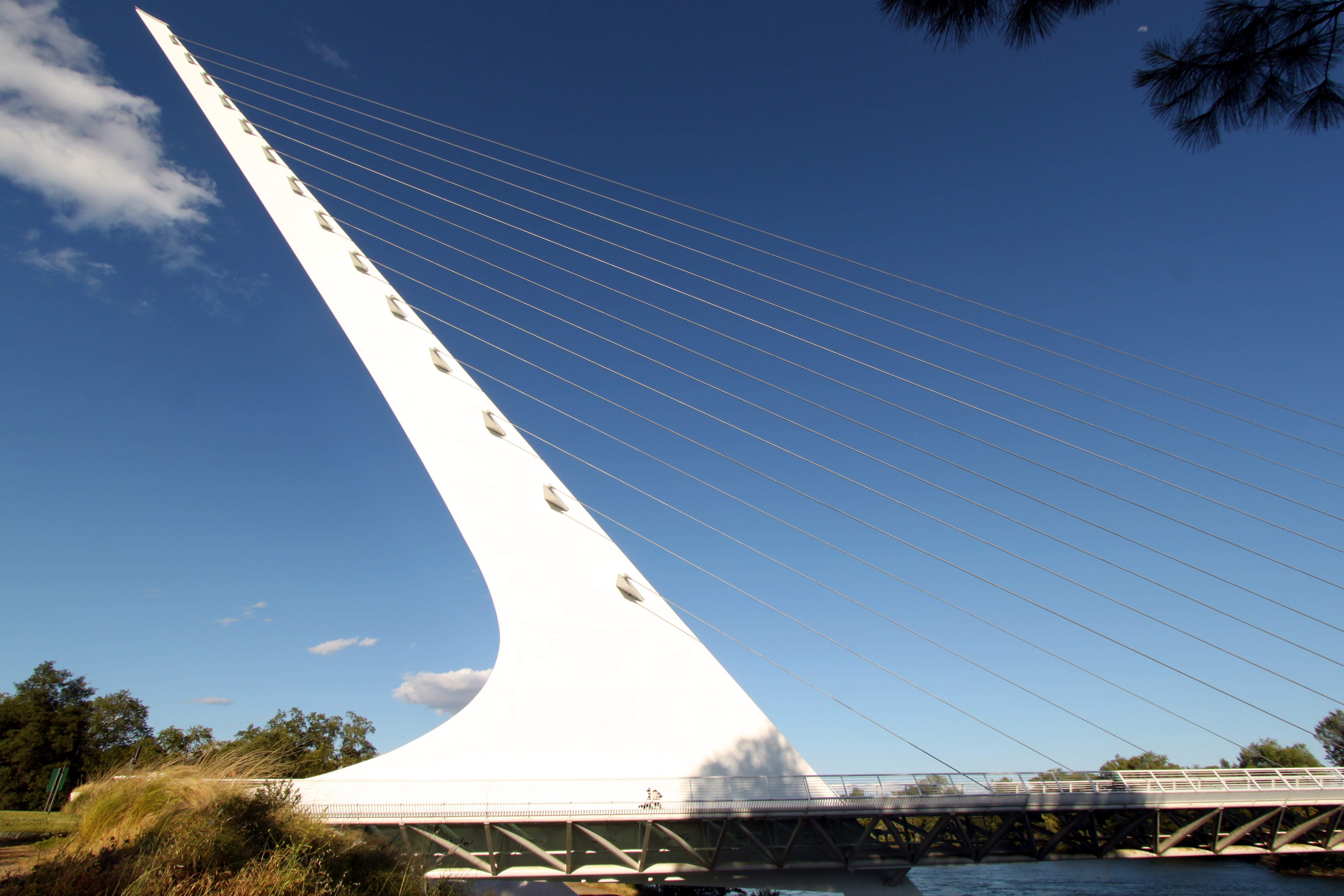
Пилон моста
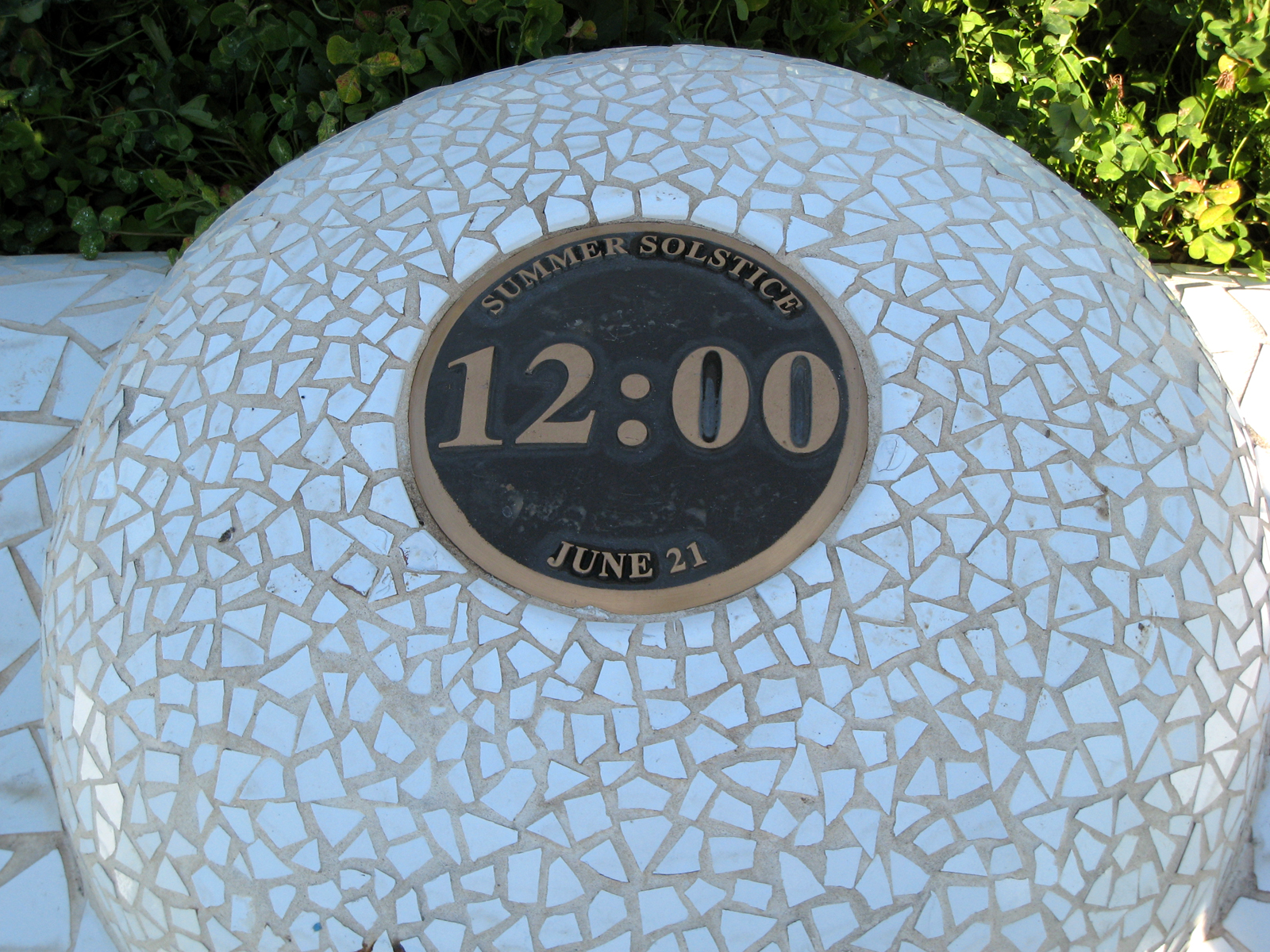
Часть циферблата
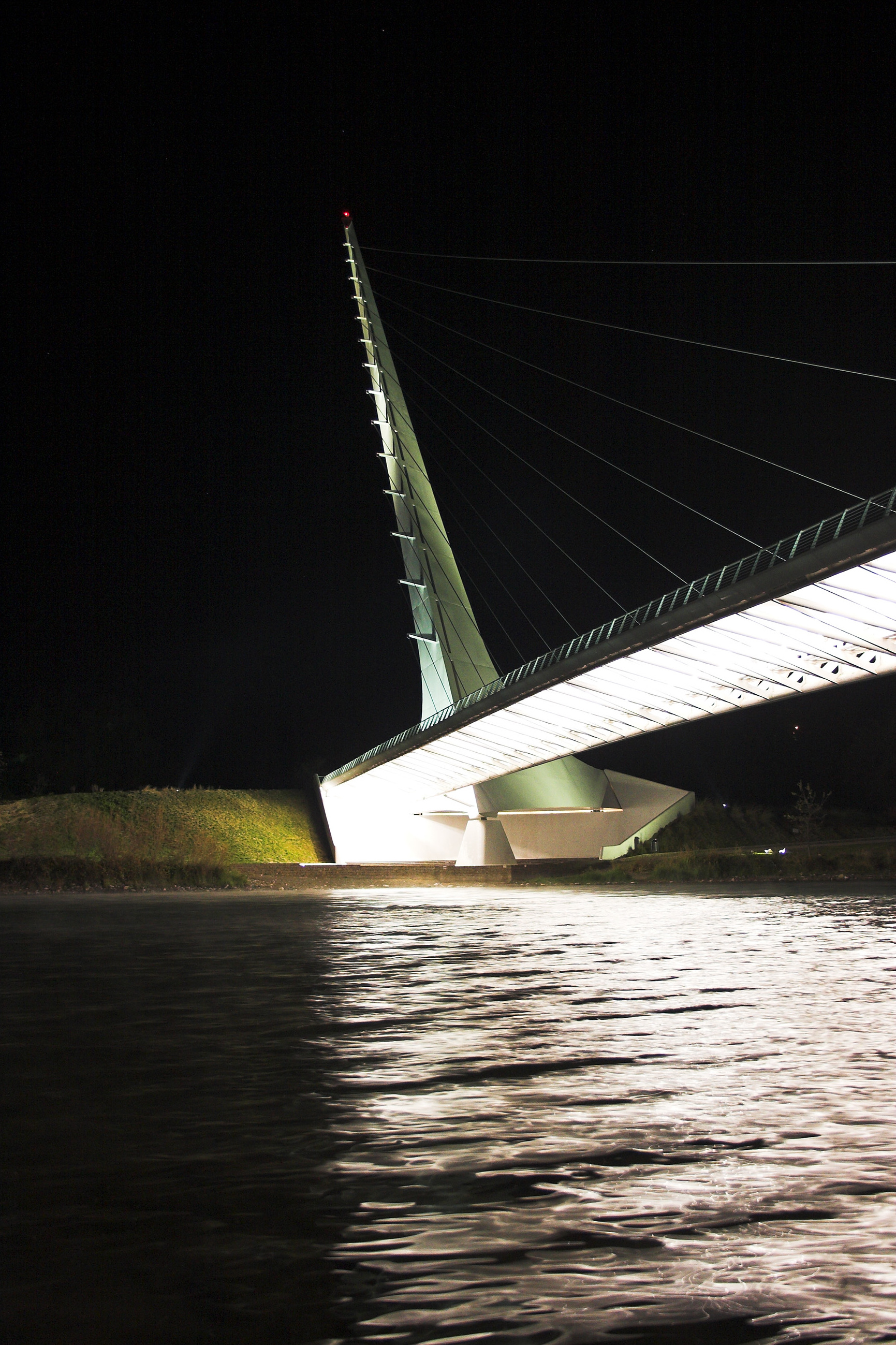
Мост ночью
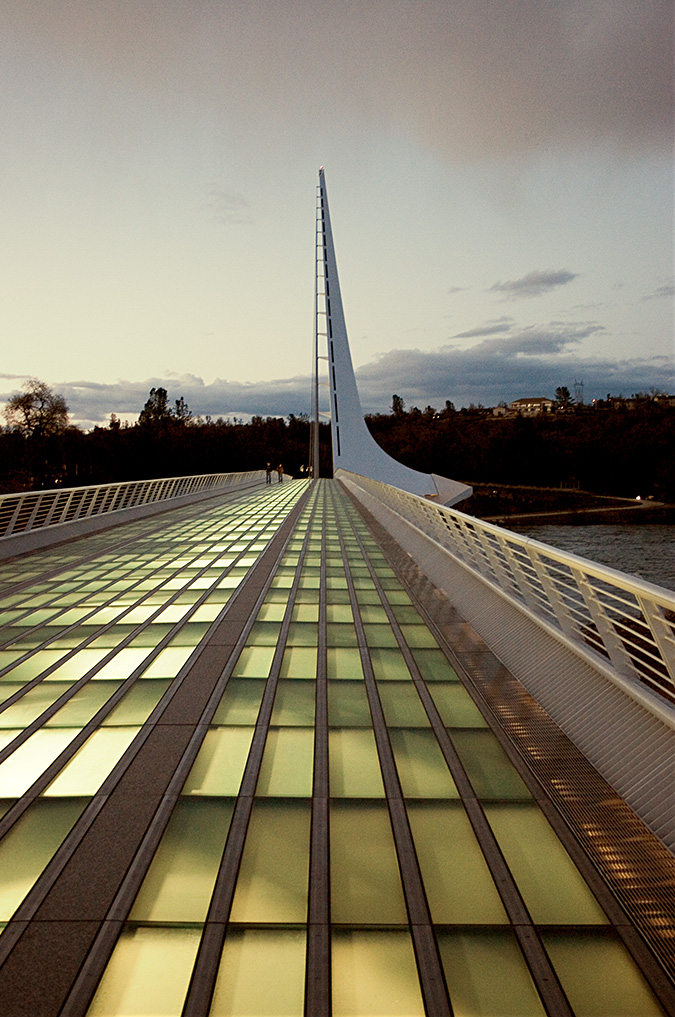
На мосту